# نیودوگاوا، کوچی
نیودوگاوا، کوچی (به لاتین: Niyodogawa, Kōchi) یک منطقهٔ مسکونی در ژاپن است که در استان کوچی واقع شده‌است. نیودوگاوا  ۷٬۶۲۵ نفر جمعیت دارد.